# Alison Carnwath
Dame Alison Jane Carnwath (* Januar 1953) ist eine britische Unternehmerin und ehemalige Vorsitzende von Land Securities.

## Studium
Carnwath erwarb 1975 einen Bachelor-Abschluss in Wirtschaftswissenschaften und Germanistik an der University of Reading.

## Karriere

### Operative Funktionen
Carnwath begann ihre Karriere bei Peat Marwick Mitchell, der heutigen KPMG, wo sie sich qualifizierte und von 1975 bis 1980 als Wirtschaftsprüferin tätig war.
Danach wechselte sie in den Bereich Unternehmensfinanzierung. Sie arbeitete von 1980 bis 1982 bei der Lloyds Bank International und von 1982 bis 1993 bei J. Henry Schroder Wagg & Co in London und New York. 1993 wurde sie Seniorpartnerin bei der Finanzberatungsfirma Phoenix Partnership. Das Unternehmen wurde Ende 1997 von Donaldson, Lufkin & Jenrette (DLJ) übernommen. Sie arbeitete bis 2000 für DLJ.

### Vorstandsfunktionen
Carnwath hatte mehrere Vorstandsfunktionen inne. Dazu gehören Vitec Group plc (als Vorsitzende), Welsh Water, Friends Provident plc, Gallaher Group, MF Global Inc (als Vorsitzende), Barclays, Man Group plc, Land Securities Group plc (als Vorsitzende), die britische Private-Equity-Firma Livingbridge (als Vorsitzende), Zurich Insurance, Paccar, BASF und BP, wobei sie im Januar 2021 von BP zurücktrat.
Sie ist außerdem Seniorberaterin bei Evercore Partners.

## Ehren
Im Rahmen der Neujahrsehrungen 2014 wurde sie für ihre Verdienste um die Wirtschaft zur Dame Commander of the Order of the British Empire ernannt.